# Toni Savevski
Toni Savevski [tony savevski] (makedonsky Тони Савевски, řecky Τόνι Σαβέβσκι; * 14. června 1963 Bitola) je severomakedonský fotbalový trenér a bývalý jugoslávský a makedonský reprezentant, který hrál na postu záložníka. Je považován za jednoho z nejlepších cizinců v historii řecké fotbalové ligy.

## Hráčská kariéra
Odehrál celkem 550 prvoligových utkání, v nichž vstřelil 62 branky. Za Vardar Skopje si připsal 194 starty a 10 vstřelených branek (sezonu 1981/82 a podzim 1982 vynechal kvůli ZVS v JNA), v dresu AEK Athény zasáhl do 356 utkání a zaznamenal 52 góly. V jugoslávské nejvyšší soutěži debutoval 22. listopadu 1980 (v rámci 15. kola ročníku 1980/81) v domácím zápase Vardaru s Dinamem Záhřeb (výhra 1:0).
Čtyřikrát se stal mistrem řecké ligy (1988/89, 1991/92, 1992/93 a 1993/94), třikrát vyhrál řecký pohár (1995/96, 1996/97 a 1999/00), jednou řecký ligový pohár (1990) a dvakrát řecký superpohár (1989 a 1996).

### Reprezentace
Reprezentoval jak Jugoslávii (1988–1989), tak Makedonii (1994–2000). V jugoslávské reprezentaci debutoval 24. srpna 1988 v Lucernu proti domácímu Švýcarsku (výhra Jugoslávie 2:0), druhý a zároveň poslední start si připsal 13. prosince 1989 v Londýně proti domácí Anglii (prohra 2:1). V makedonské reprezentaci debutoval 12. října 1994 ve Skopje v kvalifikačním utkání na ME 1996 proti Španělsku (prohra Makedonie 0:2). Poslední reprezentační zápas odehrál 3. září 2000 v Bratislavě v kvalifikačním utkání na MS 2002 proti domácímu Slovensku (prohra 0:2).
Jugoslávii reprezentoval i na LOH v Soulu 1988.

### Evropské poháry
V evropských pohárech odehrál celkem 52 utkání, v nichž vstřelil 6 branek. V Poháru mistrů evropských zemí a Lize mistrů UEFA odehrál celkem 16 zápasů a dal 4 góly (1987–1994; 1987/88: 2 starty/0 branek, 1989/90: 4/2, 1992/93: 4/0, 1993/94: 2/0, 1994/95: 4/2), další 4 starty a 1 branku přidal v kvalifikaci LM (1994–1999; 1994/95: 2/1, 1999/00: 2/0). V Poháru vítězů pohárů zaznamenal 16 startů a jednu branku (1995–1998; 1995/96: 4/0, 1996/97: 6/1, 1997/98: 6/0). V Poháru UEFA a Evropské lize UEFA si připsal 16 startů, aniž by skóroval (1985–2000; 1985/86: 4/0, 1991/92: 6/0, 1998/99: 1/0, 1999/00: 4/0, 2000/01: 1/0).

### Prvoligová bilance
| Ročník          | Zápasy | Góly | Minuty | Klub          |
| --------------- | ------ | ---- | ------ | ------------- |
| I. liga 1980/81 | 19     | 0    | –      | Vardar Skopje |
| I. liga 1982/83 | 13     | 0    | –      | Vardar Skopje |
| I. liga 1983/84 | 29     | 2    | –      | Vardar Skopje |
| I. liga 1984/85 | 30     | 0    | –      | Vardar Skopje |
| I. liga 1985/86 | 30     | 0    | –      | Vardar Skopje |
| I. liga 1986/87 | 33     | 1    | –      | Vardar Skopje |
| I. liga 1987/88 | 27     | 3    | –      | Vardar Skopje |
| I. liga 1988/89 | 13     | 4    | –      | Vardar Skopje |
| I. liga 1988/89 | 17     | 6    | –      | AEK Athény    |
| I. liga 1989/90 | 34     | 5    | –      | AEK Athény    |
| I. liga 1990/91 | 34     | 7    | –      | AEK Athény    |
| I. liga 1991/92 | 29     | 3    | –      | AEK Athény    |
| I. liga 1992/93 | 33     | 4    | –      | AEK Athény    |
| I. liga 1993/94 | 31     | 4    | –      | AEK Athény    |
| I. liga 1994/95 | 23     | 3    | –      | AEK Athény    |
| I. liga 1995/96 | 31     | 2    | –      | AEK Athény    |
| I. liga 1996/97 | 33     | 4    | –      | AEK Athény    |
| I. liga 1997/98 | 32     | 5    | –      | AEK Athény    |
| I. liga 1998/99 | 25     | 7    | –      | AEK Athény    |
| I. liga 1999/00 | 31     | 2    | –      | AEK Athény    |
| I. liga 2000/01 | 3      | 0    | –      | AEK Athény    |
| CELKEM I. LIGY  | 550    | 62   | –      |               |

## Trenérská kariéra
Po skončení hráčské kariéry se stal trenérem. Na jaře 2001 vedl AEK Athény, v sezoně 2001/02 trénoval kyperský klub Apollon Limassol. V letech 2002–2004 a 2012–2014 byl v Omonii Nikósia, s níž se stal jedenkrát kyperským mistrem (2002/03) a jednou vyhrál kyperský superpohár (2003).